# Ninjaman
Ninjaman, bürgerlich Desmond John Ballentine (* 20. Januar 1966 in Saint Mary) ist ein jamaikanischer Dancehall-Sänger, der vor allem in den späten 1980er und frühen 1990er Jahren erfolgreich war. Zu seinen Hits gehören Murder Dem, Cover Me (mit Tinga Stewart) und Protection. Er ist auch unter dem Namen „Don Gorgon“ bekannt oder auch „Brother Desmond“.
Ninjaman ist weniger durch seine Platten, als vielmehr durch seine Live-Auftritte bekannt. Beim Sting Festival trat er regelmäßig als Rivale von Shabba Ranks und Super Cat auf.

## Leben
Als Zwölfjähriger fing Ninjaman unter dem Namen Double Ugly als Deejay beim Black Culture Soundsystem an. 1980 wechselte er zum Killamanjaro Soundsystem, wo Super Cat sein Mentor wurde. Seine erste Single nahm er unter dem Namen Uglyman auf. Später änderte er seinen Künstlernamen in Ninjaman. 1988 hatte er mit Protection seinen ersten Hit. Seitdem arbeitete Ninjaman unter anderem mit Junior Reid, Henry „Junjo“ Lawes, Bobby Digital, Courtney Melody, King Jammy, Bounty Killer und Sizzla zusammen. Ninjaman hat heute auch sein eigenes Label, Ninja Corporation.
1993 gab es starke Kritiken wegen seiner sogenannten Gun-Lyrics und gewaltverherrlichenden Texte, was zu einem Rückgang seiner Konzerte und Plattenverkäufe außerhalb von Jamaika führte.
1997 änderte Ninjaman vorläufig seinem Namen in Brother Desmond und produzierte in der Zeit Gospel-Reggae-songs.
Im März 2009 wurde Ninjaman wegen eines Mordes auf der Marl Road in Tower Hill, Saint Andrew Parish, Jamaika verhaftet und angeklagt. Ende April 2010 wurde Ninjaman zusammen mit seinem Sohn Janile, Dennis Clayton und Seymour Samuels erneut in Untersuchungshaft genommen, da sie zu einem Gerichtstermin im Home Circuit Court in Kingston, Jamaika nicht erschienen waren. Zur Verhandlung stand ein Mord an dem 20-jährigen Robert Johnson in Tower Hill, Saint Andrew Parish, Jamaika 2009. Laut Polizeibericht sollen die vier Männer mit einem grauen Auto unterwegs gewesen sein, fuhren bis Johnsons Haus auf der Marl Road und gaben mehrere Schüsse ab. Im März 2012 wurde Ninjaman gegen eine Kaution von 2.000.000 J$ aus der Haft entlassen und soll am 15. Juli 2012 vor Gericht erscheinen.
Ninjaman ist auch als Schauspieler aktiv. Er spielte in den Filmen Third World Cop (1999) und Rude Boy: The Jamaican Don (2003) mit. Er verbüßt seit Dezember 2017 eine 25-jährige Gefängnisstrafe wegen Mord.